# JSTV
JSTV (celým názvem Japan Satellite Television) byl japonský satelitní placený kanál vysílající z Londýna program složený z vlastních i převzatých pořadů různých japonských TV stanic (zejména NHK, Fuji TV a TV Tokyo). Vysílání bylo určeno pro japonskou diasporu žijící v Evropě. Pořady stanice NHK jsou zpravidla vysílány nekódovaně. Program byl vysílán pro Evropu, Střední východ, Severní Afriku a Rusko v japonštině, některé pořady jsou doplněny anglickými titulky nebo překladem. Svým předplatitelům stanice JSTV zasílal vlastního programového průvodce.

## Historie
V listopadu 1989 došlo k založení společnosti Japan Satellite TV (Europe) Limited se sídlem v Londýně jakožto provozovatele stanice. Od 2. května 1990 zahájil JSTV zkušební dvouhodinové vysílání a další den uveřejnil plánovaný termín startu stanice.
Zkušební vysílání probíhalo přes družici Astra 1A, kde JSTV sdílel transpondér 5 se stanicemi Lifestyle a The Childrens Channel. JSTV v prvním roce vysílání vysílal pouhé dvě hodiny denně a to od 21:00 do 23:00 hodiny středoevropského času. Dne 3. května 1991 bylo vysílání přesunuto na jiný transpondér na družici Astra 1B a vysílací čas rozšířen na 11 hodin denně. Vysílání začínalo ve 20:00 a končilo 07:00 hodin ráno středoevropského času. JSTV začala některé své pořady titulkovat a dabovat do angličtiny, aby byly více dostupnější evropskému publiku.
Simultánní dvouhodinové vysílání na družici Astra 1A pokračovalo až do 14. července 1991.
Po necelých dvou měsících, kdy měla JSTV nový transpondér sama pro sebe, začala od 1. září 1991 sdílet pozici se stanicí The Childrens Channel, která vysílala od 06:00 do 19:00 hodin středoevropského času a po 19. hodině se střídala s JSTV. Ta vysílala ve zbývajícím čase. Zpravodajství vysílané v 19 hodin bylo opatřeno anglickými titulky a další zpravodajství ve 21:30 bylo na zvukové nosné 7.20 MHz dostupné s anglickým překladem.
V roce 1992 oznámilo JSTV úmysl své vysílání od 1. dubna kódovat systémem Videocrypt a zpřístupnit jej pouze svým předplatitelům. Dosud stanice vysílala nekódovaně. K samotnému zakódování stanice došlo až 1. května 1992, kdy se z JSTV stal placený televizní kanál. Divákům bydlícím mimo Velkou Británii, kteří chtěli ve sledování kanálu pokračovat, začalo JSTV nabízet dekodér v ceně 150 liber. Ti navíc museli zaplatit aktivační poplatek ve výši 30 liber a dále měsíční předplatné 30 liber. K vysokým nákladům za příjem JSTV sdělilo, že jsou dány omezeným počtem potenciálních diváků v Evropě.
Společný transpondér opustil dětský kanál The Childrens Channel 12. července 1993 a JSTV po nějakou dobu na transpondéru vysílalo opět samostatně až do 1. října 1994, kdy došlo ke sdílení s hudebním country kanálem CMT Europe.
Během zemětřesení v japonském městě Kóbe, ke kterému došlo 17. ledna 1995, upustila JSTV dočasně od kódování svých pořadů a vysílala svůj program nekódovaně.
Od poloviny roku 1996 došlo k přesunu JSTV na družici Astra 1D, kde sdílel transpondér s britskou dostihovou stanicí The Racing Channel a čínskou China News & Entertainment (CNE). Vysílací čas se změnil a vysílání probíhalo od 20:00 do 01:00 středoevropského času. V listopadu 1996 byl kanál The Racing Channel přesunut na jiný transpondér a JSTV začala vysílat již od 11:00 hodin. Čínský kanál CNE vysílal od 01:00 do 05:00 hodin.
K dalším rozšíření vysílání došlo v prosinci 1997, kdy JSTV začínala vysílání již v 7 hodin ráno a v říjnu 1999 začínalo vysílání již v 5 hodin ráno. Od 6. května 2000 vysílá stanice nepřetržitě.
Dne 31. prosince 2000 byl přenos signálu JSTV přesunut na družici Hot Bird 6, na Astře zůstalo jen vysílání stanice neplaceného kanálu NHK, jehož signál byl na tomto transpondéru odpojen k 1. listopadu 2001. Během roku 2011 došlo k náhradě původně používaného kódovacího systému Cryptoworks kódováním Conax.
Od 31. března 2008 zahájilo JSTV vysílání druhého programu, což vedlo k přejmenování původní stanice JSTV na JSTV 1.
Stanice ukončila provoz na konci října 2023. Důvodem byli klesající počet abonetů a změny na trhu.

## Hlavní akcionáři
- NHK Enterprise
- Marubeni Europe Company
- NHK Global Media Services
- NHK Media Technology
- NHK Educational
- a dalších 29 společností[1]

## Kanály

### JSTV 1
Stanice JSTV 1, původně známá pod názvem JSTV, vysílala 24 hodin denně program sestaven ze zpravodajství televize NHK, dramat, občasných japonských filmů, anime, sportu (především sumo a japonský baseball), pořadů pro děti a ostatních programů. Některé části vysílání (zpravidla pořady NHK) nejsou kódovány.

### JSTV 2
Program byl koncipován podobně, jako první program s tím rozdílem, že byl vysílání párkrát denně přerušeno několika hodinovými bloky rozhlasového vysílání stanice NHK World Radio Japan.

## Vysílací frekvence
Cena předplatného pro Brity bylo 30 liber, pro diváky z ostatních zemí byla stanovená cena 50 euro. Tabulky uvádí frekvence vysílání prostřednictvím satelitu a seznam kabelových operátorů šířící tyto programy.

### Satelitní vysílání
| Kanál  | Družice           | Frekvence (GHz) | Kódování | Vysílací čas (SEČ)       | Poznámka                       |
| ------ | ----------------- | --------------- | -------- | ------------------------ | ------------------------------ |
| JSTV 1 | Hot Bird 6 (13°E) | 12.597 / V      | Conax    | 24 hodin                 |                                |
| JSTV 2 | Hot Bird 6 (13°E) | 12.597 / V      | Conax    | 07:00-11:00, 14:00-00:00 | Vysílací čas je jen orientační |

### Kabelová televize
| Země                    | Kabelový operátor |
| ----------------------- | ----------------- |
| Francie                 | SFR               |
| Francie                 | Free              |
| Francie                 | Bouygues Telecom  |
| Německo                 | unitymedia        |
| Německo                 | NetCologne        |
| Rusko                   | MTS               |
| Rusko                   | MGTS              |
| Rusko                   | Seven Sky         |
| Spojené arabské emiráty | du                |

## Pořady

### Dvoujazyčné pořady (v japonštině a angličtině)
- Grand Sumo Tournament Nagoya Basho at Aichi Prefectural Gymnasium
- News Watch 9
- NHK News 7
- SUPER PRESENTATION

### Pro děti
- Fun with English
- Fun with Japanese
- Kid's Discovery
- Let's Whiz - Kids TV
- Pythagora Switch

### Seriály
- Aquarium Girl
- Furenaba Ochin
- Ichiro
- Sanadamaru
- Toto Nee-Chan: Fatherly Sister

### Sport
- Grand Sumo Tournament Nagoya Basho at Aichi Prefectural Gymnasium
- Nippon Professional Baseball
- Saturdays Sport News
- Sports News
- Sundays Sport News

### Zpravodajství
- BS News
- FNN News Speak
- International News Report
- Minnano News
- News Commentary
- News Watch 9
- NHK News
- NHK News 7
- Good Morning Japan